# Roman Reszel
Roman Stanisław Reszel (ur. 18 listopada 1948 roku w Lublinie) – profesor nauk rolniczych, nauczyciel akademicki, współtwórca kierunku biologicznego w Uniwersytecie Rzeszowskim.

## Życiorys[2]
Absolwent Wyższej Szkoły Rolniczej w Lublinie (1972). Karierę naukową rozwijał w Akademii Rolniczej w Lublinie (1976 – doktor inż.; 1984 – doktor habilitowany; 1995 – profesor nauk rolniczych). Jako wicedyrektor (1989-91), a następnie dyrektor (1991-97) Instytutu Nauk Rolniczych w Zamościu przyczynił się do jego rozwoju, m.in. wprowadzając nowe specjalności studiów i nawiązując współpracę międzynarodową z ośrodkami francuskimi. Od 1998 roku profesor WSP w Rzeszowie (obecnie profesor zwyczajny Uniwersytetu Rzeszowskiego), dyrektor Instytutu Biologii i Ochrony Środowiska (1998-2005), kierownik Zakładu (później) Katedry Agrobiologii i Ochrony Środowiska (1998-2019), członek Senatu Uniwersytetu Rzeszowskiego (2008-2012) oraz licznych komisji wydziałowych i uczelnianych.
Członek szeregu towarzystw naukowych i gremiów eksperckich, m.in. Polskiego Towarzystwa Nauk Agrotechnicznych (obecnie Polskiego Towarzystwa Agronomicznego). W Zamościu: Komitetu Ochrony Przyrody (przewodniczący 1991-1998), Ligi Ochrony Przyrody (prezes Zarządu Woj. 1986-1991), Rady Regionalnego Zespołu Parków Krajobrazowych (1993-1998), Rady Nadzorczej WFOŚiGW (1993-1998). Od 1991 r. członek Rady Naukowej Roztoczańskiego Parku Narodowego (od 2002 r. przewodniczący). Od 1999 r. członek Regionalnej Rady Ochrony Przyrody oraz Komisji ds. ocen oddziaływania na środowisko woj. podkarpackiego, a także Rady Karpackich Parków Krajobrazowych w Krośnie (od 2001 r.).
Autor ponad 270 publikacji. Badania naukowe: gospodarka wodna roślin, uprawa ziemniaka w specjalistycznych zmianowaniach, rolnicze zagospodarowanie osadów z oczyszczalni komunalnych i cukrowni, wpływ antropopresji na stan wybranych elementów środowiska, pomniki przyrody ożywionej i nieożywionej województwa podkarpackiego.

## Odznaczenia i wyróżnienia[2]
Zespołowa Nagroda II st. Ministra Nauki, Szkolnictwa Wyższego i Techniki (1997), Medal Komisji Edukacji Narodowej (1996), Odznaki: Za Zasługi dla Ochrony Środowiska i Gospodarki Wodnej (srebrna – 1998, złota – 1999), Za Zasługi dla Województwa Zamojskiego (1990), Medal Województwa Lubelskiego za szczególne zasługi na rzecz upowszechniania wartości przyrodniczych i kulturowych Lubelszczyzny (2014).